# 化学受容器引き金帯
化学受容器引き金帯（かがくじゅようきひきがねたい、英: chemoreceptor trigger zone, CTZ）とは第4脳室に接する脳幹領域に存在する受容器。血中のある種の薬物や毒物に反応して嘔吐中枢に刺激を送り、嘔吐を誘発する。ドーパミンD2受容体、セロトニン5-HT3受容体、ムスカリンM1受容体などがある。